# Подразделение 29155
Подразделение 29155 е руско (ГРУ) разузнавателно подразделение, натоварено с чуждестранни убийства и други дейности, насочени към дестабилизиране на европейските държави. Предполага се, че подразделението е действало тайно поне от 2008 г., въпреки че съществуването му става публично известно едва през 2019 г.

## Организация
Отрядът се командва от ген. Андрей Владимирович Аверьянов и е базиран в щаба на 161-ви център за обучение на специалисти със специално предназначение в Източна Москва. Членовете му включват ветерани от руските войни в Афганистан, Чечения и Украйна, идентифицирани като Денис Сергеев (известен още като Сергей Федотов), Александър Мишкин (известен още като Александър Петров), Анатолий Чепига (известен още като Руслан Боширов, Герой на Руската федерация, Сергей Лютенков (известен още като Сергей Павлов), Едуард Шишмаков (известен още като Едуард Широков), Владимир Моисеев (известен още като Владимир Попов), Иван Терентиев (известен още като Иван Лебедев), Николай Ежов (известен още като Николай Кононихин), Алексей Калинин (известен още като Алексей Никитин), и Данил Капралов (известен още като Данил Степанов).
Вестник Le Monde съобщава през декември 2019 г., позовавайки се на контакти на френското разузнаване, че 15 агенти, свързани с Подразделение 29155, са посетили региона Горна Савоя на френските Алпи между 2014 и 2018 г., включително Александър Петров и Руслан Боширов, които се смятат за отговорни за отравянето на Скрипал . Високопоставеният офицер от ГРУ Денис Вячеславович Сергеев (псевдоним Сергей Федотов) е идентифициран от британските власти като командир на екипа, отровил Сергей Скрипал, бивш руски военен офицер и двоен агент на британските разузнавателни агенции, и дъщеря му Юлия Скрипал. Анатолий Чепига, един от заподозрените нападатели на Скрипал, е сниман на сватбата на дъщерята на Аверянов през 2017 г.

## Дейности
Поделение 29155 е свързано от разследващия уебсайт Bellingcat с опитите за убийство на българския търговец на оръжие Емилиян Гебрев през април 2015 г. и бившия полковник от ГРУ Сергей Скрипал през март 2018 г., вероятно и двете наблюдавани от един и същ агент. Според Бен Макинтайър в London Times през декември 2019 г. се смята, че отрядът е отговорен за кампания за дестабилизация в Молдова и неуспешен заговор за просръбски преврат в Черна гора през 2016 г., включително опит за убийство на премиера Мило Джуканович и окупация на сградата на парламента със сила. Русия отхвърли всички обвинения.
Операциите на звеното са описани като небрежни от служителите по сигурността, тъй като нито една от операциите, с които е свързана, не е успешна.
Андрей Бабиш, министър-председател на Чешката република, обявява на 17 април 2021 г., че 29155 стои зад експлозиите в складове за боеприпаси във Върбетице през 2014 г. Чешката полиция търси информация от обществеността за двама заподозрени: Александър Мишкин (известен още като Александър Петров), Анатолий Чепига (известен още като Руслан Боширов). Това са същите мъже, идентифицирани от Bellingcat в случая с отравянето на Скрипал .

## Препратки
1. 1 2 3 4 5  Schwirtz, Michael. Top Secret Russian Unit Seeks to Destabilize Europe, Security Officials Say //  The New York Times.   8 October 2019. Посетен на 9 October 2019. the unit sits within the command hierarchy of the Russian military intelligence agency, widely known as the G.R.U.
2. 1 2 3  Schwirtz, Michael. How a Poisoning in Bulgaria Exposed Russian Assassins in Europe //  The New York Times.   22 December 2019.
3. ↑  The Dreadful Eight: GRU's Unit 29155 and the 2015 Poisoning of Emilian Gebrev //   Bellingcat. (на британски английски)
4. ↑  Отравительная восьмерка. Как и зачем 8 сотрудников ГРУ пытались отравить „Новичком“ болгарского предпринимателя Гебрева //  The Insider.   theins.ru. Посетен на 16 април 2022. (Грешка в записа: Неразпознат езиков код ru-ru)
5. ↑  Janjevic, Darko. Russia posted GRU agents in French Alps for EU ops – report //   Deutsche Welle (DW), 5 December 2019. Посетен на 6 December 2019.
6. ↑  Bremner, Charles. Russian assassins hid out in Alpine ski resorts //  The Times.   London, 6 December 2019. Посетен на 6 December 2019.
7. ↑  Rakuszitzky, Moritz. Third Suspect in Skripal Poisoning Identified as Denis Sergeev, High-Ranking GRU Officer //  Bellingcat.   14 February 2019.
8. ↑  8 Russian Agents Linked to Bulgaria Poisoning – Bellingcat //  The Moscow Times.   25 November 2019. Посетен на 6 December 2019.
9. ↑  Macintyre, Ben. Smersh spy-killers are back in business //  The Times.   London, 6 December 2019. Посетен на 6 December 2019.
10. ↑  Serbs Convicted in Montenegro Return Home Awaiting Appeals //  Balkan Insight.   13 May 2019.
11. ↑  Montenegro Seeks to Lure More Russian Tourists //  Balkan Insight.   16 March 2018.
12. ↑  Mackinnon, Amy. What's This Unit of Russian Spies That Keeps Getting Outed? //  Foreign Policy.    Архивиран от оригинала на July 2, 2020. While Unit 29155 is often described as secretive, its tradecraft has at times been sloppy, including implausible cover stories and repeated use of the same aliases. [...] „We only know the failures, because they fail a lot. They may be doing a lot of other things that we don’t know about,“ said Aric Toler, who heads up Bellingcat’s investigations in Eastern Europe.
13. ↑  Exkluzivně: Rusové podezřelí z výbuchu ve Vrběticích jsou ti, kteří otrávili agenta Skripala //  www.seznamzpravy.cz.   Посетен на 2021-04-17.
14. ↑  Národní centrála proti organizovanému zločinu SKPV, žádá... //  Twitter.   Посетен на 2021-04-17. (на английски)
15. ↑  Senior GRU Leader Directly Involved With Czech Arms Depot Explosion //  Bellingcat.   Посетен на 2021-04-24. (на британски английски)